# 재키 밀번
존 에드워드 톰슨 "재키" 밀번(John Edward Thompson "Jackie" Milburn, 1924년 5월 11일 ~ 1988년 10월 9일)은 잉글랜드의 축구 선수이자 감독이였다.
1950년대 뉴캐슬 유나이티드의 전성기를 이끌었던 선수이며, 그가 활약한 시기에 뉴캐슬은 FA컵에서 3번이나 우승을 차지했다. 그는 뉴캐슬에서 200골을 기록하여 뉴캐슬에서 뛴 선수들 중 앨런 시어러에 이어 2번째로 높은 득점 기록을 가지고 있다.